# 大津雄一
大津 雄一（おおつ ゆういち、1954年3月 - ）は、日本の日本文学研究者。専門は日本中世文学、特に軍記物語。元早稲田大学教授。

## 経歴
神奈川県出身。1977年早稲田大学教育学部国語国文学科卒業、1998年同大学大学院文学研究科後期課程退学。1988年早稲田大学高等学院教諭、1998年早稲田大学教育学部専任講師、2000年同助教授、2005年同教授。
2003年「軍記と王権のイデオロギー」で早稲田大学博士（文学）。

## 著書
- 『軍記と王権のイデオロギー』翰林書房、2005
- 『「平家物語」の再誕 創られた国民叙事詩』NHKブックス、2013

### 共編著
- 『声の力と国語教育』金井景子共編著 学文社・早稲田教育叢書、2007
- 『中世文学の回廊』小林保治監修 兼築信行、日下力、高津希和子、竹本幹夫、土屋有里子、三田明弘共編 勉誠出版、2008
- 『平家物語大事典』日下力、佐伯真一、櫻井陽子共編 東京書籍、2010